# لي جونسون (سياسي)
لي جونسون (بالإنجليزية: Lee Johnson)‏ هو محامي وقاضي وسياسي أمريكي، ولد في 8 سبتمبر 1930 ببورتلاند في الولايات المتحدة. حزبياً، نشط في الحزب الجمهوري. وقد انتخب عضو مجلس نواب أوريغون.